# 아시안 하이웨이 81호선

아시안 하이웨이 81호선(AH81, )은 조지아의 라르시에서 출발, 아제르바이잔의 바쿠를 거쳐 연락선을 통해 카자흐스탄의 악타우까지 이어주는 총 연장 1143 km(약 714 마일)의 거리를 가진 국제 간선 도로망이자 아시안 하이웨이 노선망이기도 하다. 그러나 이 국제 간선 도로는 아르메니아와 아제르바이잔을 두 번 건너는 도로망이기도 하며, 기점은 조지아에서, 종점은 카스피해의 항로를 통해 카자흐스탄까지 이어주기도 하는 특색을 둔다.

## 주요 경유지

### 조지아
- S3 고속도로: 라르시 - 므츠헤타
- S1 고속도로: 므츠헤타 - 트빌리시
- S9 고속도로: 트빌리시
- S6 고속도로: 트빌리시 - 마르네울리 - 구구티

### 아르메니아
- : 조라무트 - 바나조르 - 아슈타라크
- : 아슈타라크 - 예레반
- : 예레반 - 예레스흐

### 아제르바이잔
- 아제르바이잔 R63 간선도로: 세데레크구
- 아제르바이잔 M7 고속도로: 세데레크구 - 나히체반
- 아제르바이잔 M8 고속도로: 나히체반 - 줄파 - 오르두바드 - 킬릿

### 아르메니아
- M-2 고속도로: 아가락 - 메그리
- M-17 고속도로: 메그리 - 느르나조르

### 아제르바이잔
- (현재  아르차흐 공화국 산하에 둔 상태)  M6 고속도로: 아그반드 - 미르자나글리
- M6 고속도로: 호라디즈 - 하지카불
- M2 고속도로: 하지카불 - 아랴트 - 바쿠

### 카자흐스탄
- : 바쿠 - 악타우